# Svartalfaheim
Svartalfaheim är, inom nordisk mytologi, en underjordisk boning, som är hem för svartalver. Det kan även vara Niðavellir i andra sammanhang.